# HD 219291
HD 219291，又名BD+28 4555，SAO 91111、HR 8838，是一颗恒星，视星等为6.41，位于銀經98.97，銀緯-28.54，其B1900.0坐标为赤經23h 9m 30.1s，赤緯+29° -28.54′ 39″。